# Edith Wilts
Edith Wilts (* 25. April 1949 in Bremerhaven) ist eine deutsche Politikerin (SPD).

## Biografie
Wilts besuchte ein naturwissenschaftliches Gymnasium und besuchte nach ihrem Abitur die Pädagogische Hochschule Bremen. Nach der ersten und zweiten Lehrerprüfung wurde sie 1976 Lehrerin. Von 1970 bis 1995 war sie in Bremerhaven Lehrerin für Physik und Mathematik in der Sekundarstufe I.
Wilts wurde 1967 Mitglied der SPD, bei der sie verschiedene Vorstandsfunktionen der SPD Bremerhaven innehatte. Von 1995 bis 2003 vertrat sie Bremerhaven in der Bremischen Bürgerschaft.